# Веденяпин, Алексей Васильевич
Алексей Васильевич Веденяпин (Веденяпин 2-й) (1804—1847) — русский военный, декабрист. Брат Аполлона Васильевича Веденяпина.

## Биография
Происходил из дворян. Родился 2 (14) марта 1804 года в городе Темникове Тамбовской губернии (ныне Мордовия). Отец — отставной майор Василий Никитич Веденяпин (1771—1819), мать — Дарья Михайловна, урожд. Кашкарова (ум. 1815).
Образование получил в Тамбовском дворянском училище (1813—1820) и петербургском 1-м кадетском корпусе, по окончании которого в апреле 1823 года был выпущен прапорщиком в 9-ю артиллерийскую бригаду, где уже служил его брат. Учил солдат в ротной школе, с 5.10.1824 преподавал в дивизионной школе артиллеристов в Житомире.
В Алфавите Боровкова было указано, что он 

вступил в Славянское общество в 1825 году во время сбора корпуса при Лещине, устрашась угроз подпоручика Горбачевского, который говорил, что в противном случае он будет стерт с лица земли <…> Один член (Мозган) показывал, что Веденяпин 2-й находился на совещании у Андреевича, где говорено было, что цель общества есть уничтожение самовластия, а средство — истребление всей императорской фамилии, но Веденяпин в том не сознался и на очной ставке не уличен.
Арестован 10 (22) февраля 1826 года в Житомире. С 16 (28) февраля находился в Петропавловской крепости, в № 12 Невской куртины. Был осуждён по XI разряду, лишён чинов и отдан в солдаты без лишения дворянства. С 10 (22) июля 1826 года — рядовой Верхнеуральского гарнизонного батальона; 22 (10) августа прибыл в Верхнеуральск, но в том же году приказом военного министра от 13.9.1826 г. был отправлен на Кавказ с зачислением в 42-й егерский полк (с 31.1.1827).
Участник русско-персидской войны (1826—1828) и русско-турецкой войны (1828—1829). Был ранен, за отличие в сражениях произведён 16 (28) ноября 1828 года в унтер-офицеры. С 3.10.1829 года служил в Тенгинском пехотном полку. С 26.4.1833 года — в отставке, с гражданским чином 14-го класса (коллежский регистратор) и воспрещением въезда в Санкт-Петербург и Москву. Жил в Центральной России под надзором полиции; в 1837 году был управляющим имением графа Закревского при с. Муратовка Мокшанского уезда; жил в Пензе и в имении помещика Никифорова в Нижнеломовском уезде; в декабре 1838 года переехал в с. Богородское Темниковского уезда. В конце 1839 года ему было разрешено вступить в гражданскую службу в Тамбовской комиссии народного продовольствия.
Умер 13 (25) марта 1847 года в имении Д. В. Дашкова, Царёво-Курганская слобода Самарского уезда Самарской губернии.